# Toxicovigilancia
Toxicovigilancia es «el proceso activo de identificación, investigación y evaluación de efectos tóxicos que aparezcan sobre la población, con el objetivo de tomar medidas para reducir y controlar la exposición a las sustancias que los produzcan».
La toxicovigilancia agrupa, por tanto, el conjunto de sistemas de control de las sustancias químicas encaminados a proteger la salud, empleados tanto a nivel nacional como internacional.
Este término surge durante el siglo XX, ya que, debido al desarrollo de la industria química, la población está expuesta a un mayor número de sustancias, lo cual hace necesario un mayor control sobre estas sustancias producidas por la industria, ya que son potencialmente tóxicas y tienen efectos nocivos sobre la salud, manifestándose en forma de intoxicaciones agudas o crónicas.
El término de toxicovigilancia fue creado en 1978 en una reunión conjunta entre la OMS y la Federación Mundial de Asociaciones del CAT, y fue definido en un primer momento como «la protección de una población en cuanto a los riesgos tóxicos a que está expuesta».
La función principal de la toxicovigilancia es el control epidemiológico de las intoxicaciones agudas, incluyendo su previsión, prevención, detección, diagnóstico y tratamiento. Uno de los mayores logros de la toxicovigilancia desde su aplicación, es la rapidez con la que se detectan y comunican a las autoridades las intoxicaciones causadas por la contaminación ambiental, productos en el mercado contaminados o adulterados y de especies vegetales tóxicas.

## Objetivos
- Detectar e identificar daños a la salud producidos por la exposición a sustancias y productos químicos peligrosos (SPQP).
- Identificar los productos y sustancias peligrosas específicas que estén produciendo el daño.
- Conocer la distribución y magnitud de las sustancias peligrosas comercializadas, así como su transporte y almacenamiento.
- Hacer una estimación de la exposición a las SPQP en la población general.
- Identificar aquellos grupos específicos de la población que se exponen de forma crónica o a niveles altos de SPQP.
- Analizar, evaluar y difundir información sobre la presencia de sustancias peligrosas, la exposición a las mismas y los daños a la salud.
- Ayudar a la investigación epidemiológica, toxicológica y ecológica.
- Facilitar el proceso de evaluación de riesgos de las SPQP.
- Permitir la evaluación de servicios, planes, programas y acciones preventivas y de control.

## Modelo
El sistema de toxicovigilancia notifica de forma voluntaria los casos de intoxicaciones o accidentes por químicos que se detectan en los servicios de Urgencias que pertenecen a la Red Hospitalaria de Toxicovigilancia.
Para ello se completa un cuestionario en línea con la información relativa a la epidemiología, etiología, clínica, terapéutica y evolutiva de cada caso a notificar.
Además, anualmente se elabora un informe global que contiene datos de edad, sexo, cronología, agentes causales, mecanismo patológico, morbi-mortalidad y evolución de los casos.